# Erich Triller
Erich Triller, född 5 september 1898 i Krefeld i Tyskland, död 8 november 1972 i Tegelsmora församling i Uppland, var en tysk-svensk keramiker och musiker.
Han var son till professorn Reinhold Triller och Emma Schäpke och från 1934 gift med Ingrid Maria Lovisa Abenius och far till Maria Triller. Han utbildade sig fört till musiker och var kapellmästare vid operan i Krefeld och München-Gladbach 1918–1928. Men när arbetslösheten och depressionsåren efter första världskriget slog igenom tvingades han lämna sitt musikerjobb. Han skolade om sig och arbetade som volontär vid en keramikverkstad i Krefeld innan han studerade vid Staaliche Keramische Fachschule i Bunzlau han fortsatte därefter sina studier från 1930 vid Otto Lindigs Keramische Werkstatt som var en del av Bauhaus konstskola. Efter studierna flyttade han tillsammans med sin fru till Sverige 1934 där han etablerade en keramikverkstad i Tobo 1935. Han tilldelades ett stipendium från Kungafonden 1961 och Uppsala läns kulturstipendium 1965 samt statligt arbetsstipendium 1965–1966. Tillsammans med sin fru har han ställt ut på bland annat Nordiska kompaniet i Stockholm, Gävle museum och Hantverkshuset i Stockholm där även dottern Maria medverkade. Han medverkade i ett flertal konsthantverksutställningar i Sverige och utomlands och var representerad vid världsutställningen 1937 i Paris och världsutställningen 1939 i New York samt Triennalen i Milano 1960. Triller är representerad vid bland annat Nationalmuseum, Nordiska museet, Röhsska konstslöjdmuseet i Göteborg samt i ett flertal Europeiska, Amerikanska och Australienska museer.